# Ichapekene Piesta
La Ichapekene Piesta Inasianuana es una festividad que se celebra anualmente en la localidad boliviana de San Ignacio de Moxos en homenaje a San Ignacio de Loyola, el patrono de la ciudad. Se le denomina la fiesta mayor de San Ignacio de Moxos y ocurre entre el 7 de julio y el 5 de agosto.
Se trata de una festividad sincrética que mezcla elementos de la cultura moxeña y la evangelización de los pueblos moxos por los jesuitas, que fueron parte de las Misiones jesuíticas de Moxos del siglo XVI.
Las festividades comienzan en mayo con exhibiciones de fuegos artificiales, cantos y alabanzas, y continúan en julio con celebraciones diarias y nocturnas que incluyen diversos tipos de celebraciones religiosas. Llegan a participar hasta cincuenta danzas.
Uno de los principales eventos es la representación de la batalla espiritual que resultó en la conversión de aquel pueblo al cristianismo, presentada como la "Victoria de San Ignacio", en la cual doce guerreros del sol, usando trajes ornamentados con plumas luchan contra los guardianes de la bandera sagrada, que son los "dueños" originales del bosque y del agua antes de convertirlos al cristianismo.

## Cronograma
Como actividad previa al comienzo oficial de la Ichapekene Piesta, el 7 de mayo en San Miguel del Apere del Territorio Indígena Multiétnico (TIM), se corta un palo de 1.90 m para el Palo Enceba'o, y se la deja cerca del pueblo antes del 7 de junio.

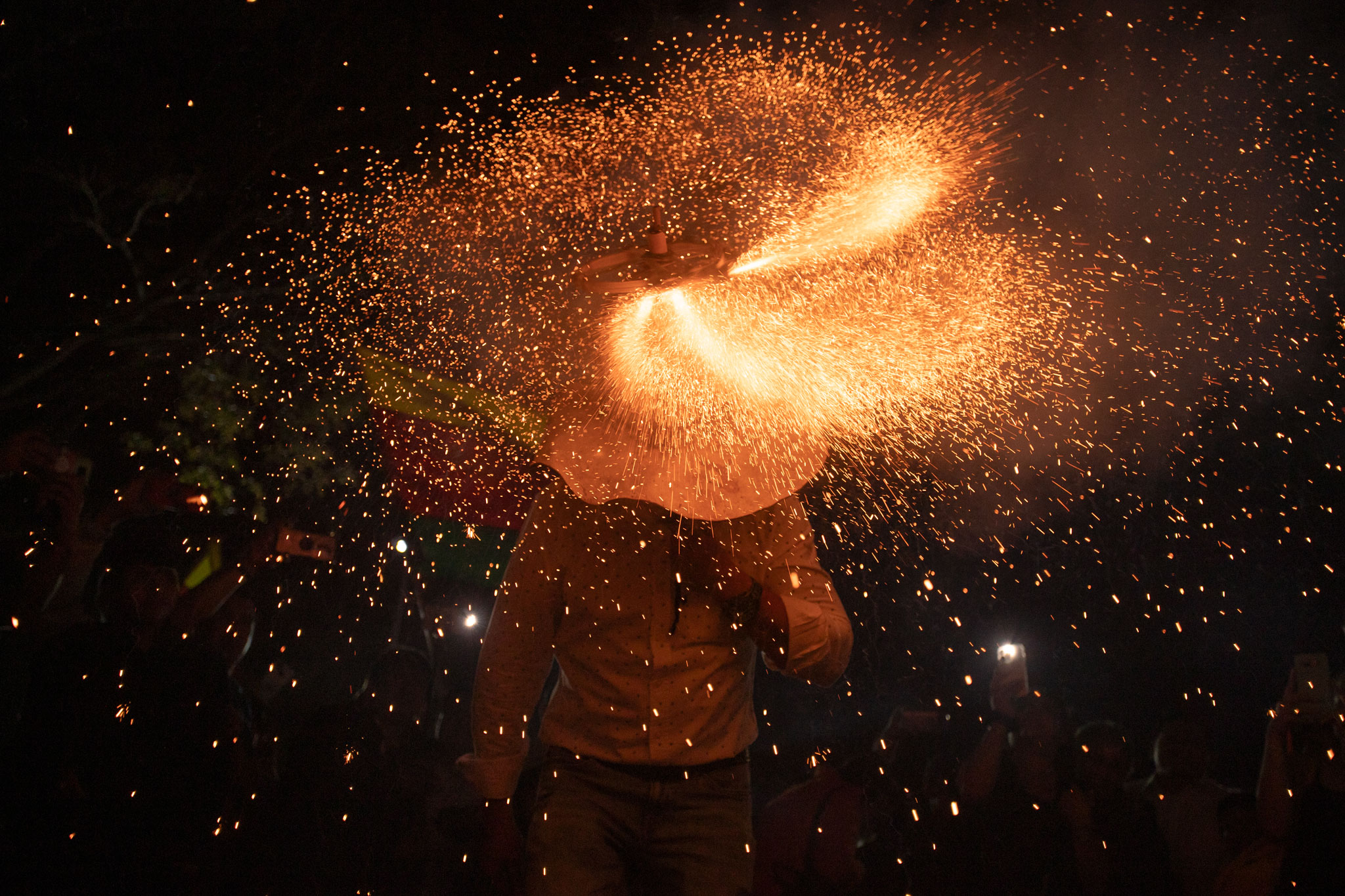
Chasqueros.

El 7 de julio inicia oficialmente la festividad. El palo es transportado por una tradicional carreta de madera jalada por bueyes hasta San Ignacio. Ese día se organiza una novena para la Virgen del Carmen con ritos solemnes, dura hasta el 14 de julio, es una etapa de espera que se hace en el Templo Misional. En los actos litúrgicos los danzantes participan de la eucaristía y las campanas repican diferente. El 15 de julio termina la novena, participa el coro musical y las Mamitas Abadesas que cantan y rezan. Al día siguiente hay una procesión con Cameratazo -un contenedor de fierro con pólvora que al encenderse explota de manera estruendosa-, Chasqueros y Jerure.

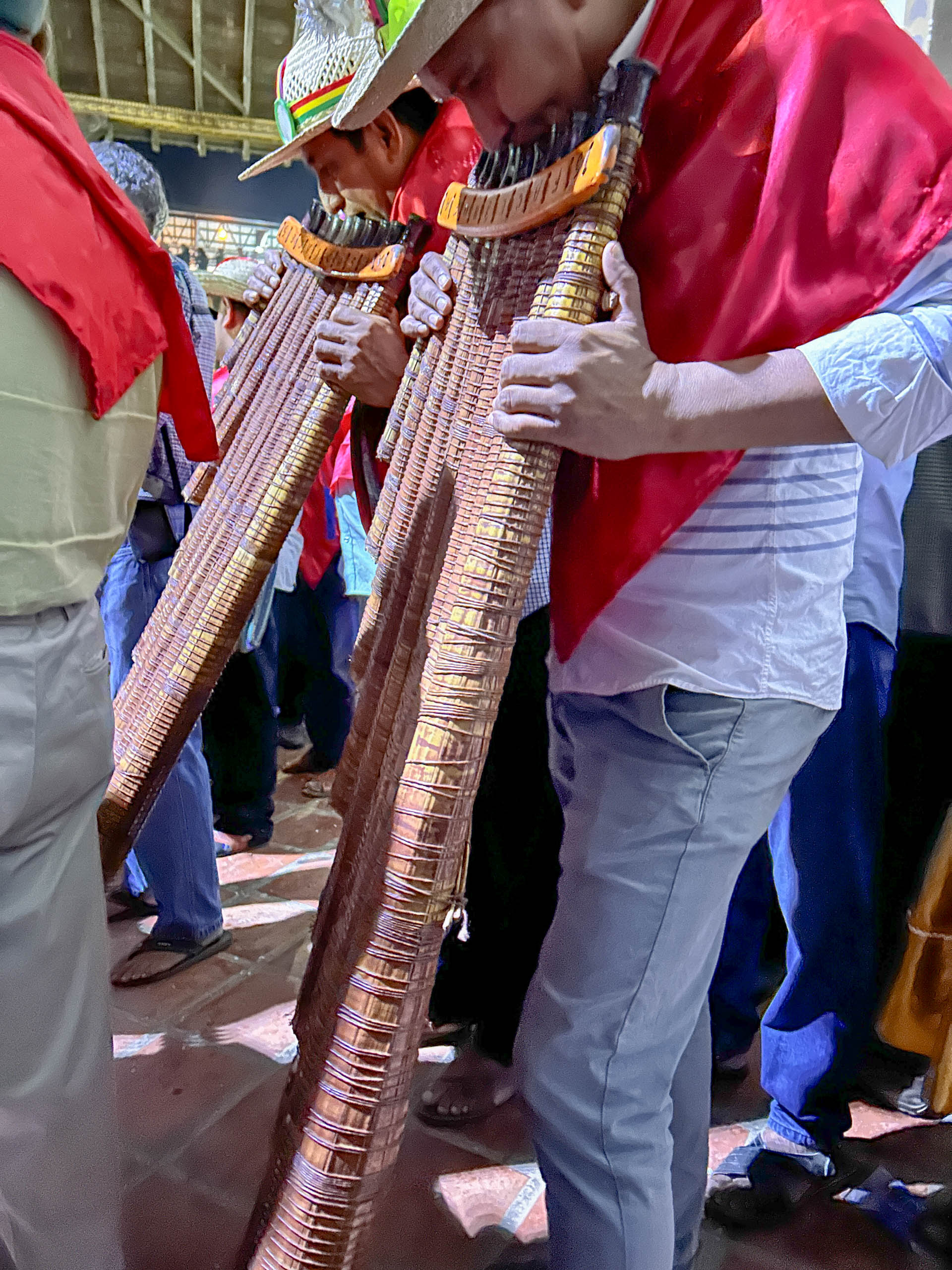
Músicos interpretando jerures.

El 22 de julio los pasados del Cabildo pulen el palo desde temprano. Comienza la Novena al Santo Patrono. Participan Sargentos Judíos en el ofertorio además de los Macheteros en el evangelio, quienes realizan una retreta. Hasta el 29 se repite el ritual, cada día cambia la danza, el 23 participan Angelitos y Mascaritas, el 24 Achus y Ciervos, el 25 Loretanos, Toritos, Sol y Luna - también es el día del Apóstol Santiago; el 26 Chiñisiris y Ovejitos, el 27 Tigres y pescaditos, el 28 Chunchus y Ajúcharaki y finaliza el 29 con Toreros y el Gran Cabildo Indigenal, termina con el Jerure.
El 30 de julio repican las campanas a las 3 am, a las 4 am es el saludo a la Aurora. Salva de camerata, paseo de Santiago apóstol por el pueblo que sale del Templo Misional. Participan conjuntos juramentados el Gran Cabildo Indigenal en homenaje a San Ignacio. A las 7 am hay rezos y cantos por parte del Coro Musical para que luego las Mamitas Abadesas adornen las imágenes. Al medio día entra el Tintiririnti acompañado por Achus, a su paso suena la camerata.
Los conjuntos se preparan para el paseo de la Santa Bandera que sale con la imagen del Santo Santiago, donde participan las esposas del Cabildo, Mamitas Abadesas, El Coro Musical, Consejo de Patrimonio, Autoridades indígenas y políticas, estudiantes y el pueblo general entran con danzas típicas. Por la noche termina la novena con una misa y un paseo del Puri.
El 31 de julio comienza a la 1 am con una marcha de los Sargentos Judíos con el Puri, Paseo del Santo Verso y conjuntos juramentados a los velorios del Santo Patrono. A las 4 am hay un saludo a la Aurora, a las 9 am hay una misa a cargo del Obispo, seguida por una procesión por la plaza encabezada por los conjuntos, la Cruz Alta le sigue, también la Santa Bandera llevada por el Corregidor del Cabildo que los pasados llevan al Templo Misional. El ensamble que toca música barroca, los macheteros y achus bailan toda la mañana.
Al medio día hay almuerzo. A las 3 de la tarde hay el jocheo de toros y maripeo, acompañado de los conjuntos. A las 17:30 los conjuntos juramentados pasean por la plaza, a las 8pm se da la fiesta de maripeo de chicha en honor a los toreros en el Cabildo Indigenal. Paralelamente hay una misa de acción de gracias.
El 1 de agosto se pone el Palo Enseba'o en medio del corral del Jocheo de toros que está en la plazuela Lorenza Congo. Por la noche la Escuela de Música ofrece un concierto gratuito del Ensamble de Moxos. El 2 de agosto después del almuerzo colectivo hay una procesión de despedida y el 3 de agosto la población acoge a los conjuntos de danza en sus sedes y concluye en el almuerzo colectivo. El 4 se desarma el corral, el 5 hay saludo a la Aurora con camerata, repique y grupos folcklóricos a cargo de la FFAA. Por la noche hay desfile de teas y guardado del Puri.

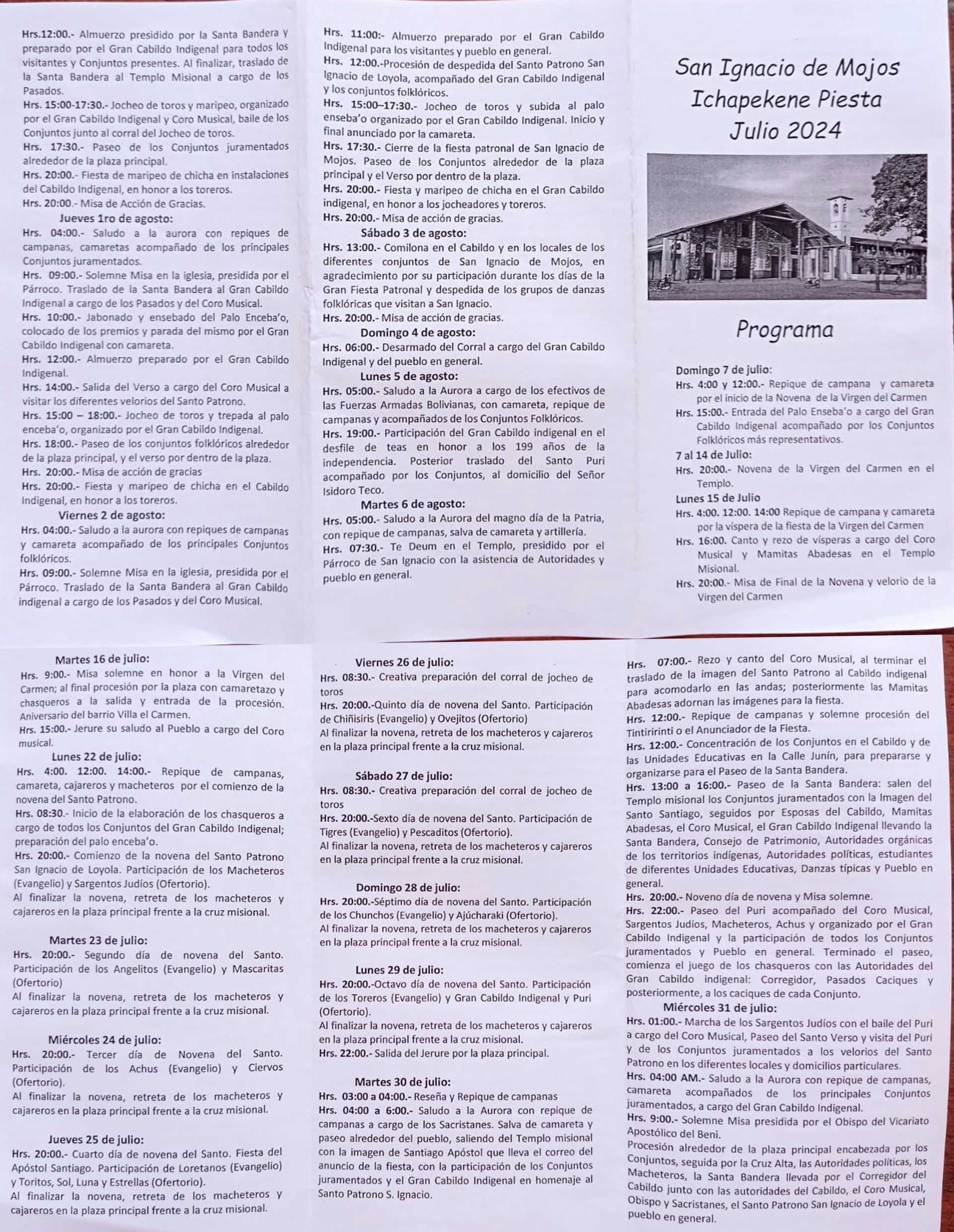
Cronograma Ichapekene Piesta 2024

### Transporte
Para llegar se parte desde el Mercado Campesino de Trinidad de donde salen unos minibuses conocidos como ATL. Los días de la fiesta los precios suelen duplicarse. San Ignacio de Moxos está a 96 km de Trinidad. Se cruza el río Mamoré en una barcaza.

## Historia
El 1 de noviembre de 1689, en conmemoración de Todos los Santos, el jesuita Antonio de Orellana funda San Ignacio de Moxos que conforma la tercera misión de la región y se sitúa en el Ichase Awasare que significa Pueblo Viejo. Originalmente situada a 20 km de donde se encuentra actualmente debido a que después de reunir a 17 aldeas en 1749 sufrieron una epidemia "del mal viento" una leyenda que cuenta como una bestia salía del río y se alimentaba de los pobladores, que resultó ser sarampión por eso la reducción se trasladó. 
En 1701 se crean los Cabildos Indígenas con la llegada del padre Diego Francisco Altamirano. Se creó una jerarquía para organizar las diferentes labores agrícolas, ganaderas, artesanales, la producción de alimentos y organización de las fiestas religiosa. Hasta la actualidad mantienen esas labores por eso su presencia es importante para la continuidad de las tradiciones.
La festividad del Ichapekene Piesta conmemora la muerte de San Ignacio de Loyola, un español de carrera militar y de familia noble, quien durante la guerra contra Francia fue herido y al estar cerca de morir hizo una conversión espiritual, se puso al servicio del Papa durante el periodo de reformas protestantes. En 1540 creó la Compañía de Jesús que en 1576 llegó a América para fundar las misiones jesuíticas. Eligió seguir "la bandera de Dios" que actualmente se representa como "la Bandera Santa" de San Ignacio de Moxos que consiste en los colores de Bolivia con la imagen de San Ignacio.
Durante el traslado los Jichis, que son espíritus del bosque, tras una guerra con los jesuitas se apoderaron de la Bandera Santa y el Puri, San Ignacio no se dejó vencer y las recuperó. San Ignacio murió en el trayecto y Santiago llevó los artefactos recuperados al territorio actual. Por eso la doctrina jesuítica tiene representaciones propias de los indígenas. Cuando la Campaña de Jesús llegó, la danza de los macheteros ya existía con una connotación guerrera. Desde la fundación se danza en honor al fundador, pero su origen es en torno al sol. En 1751 se construyó el templo.

### El Juramento
En Mojos desde jóvenes se inician en la música, en épocas precoloniales ya contaban con instrumentos y canto. Durante las misiones se adaptaron estos instrumentos a lo europeo pero se rechazó el canto indígena y se convirtieron estrictamente en religiosos. Cuando los jóvenes aprenden de forma insividual la música un momento que marca su vida es cuando empiezan a integrar un grupo, cuando los taytas ven que el músico cumple con las expectativas aceptan que esta haga un juramento que se realiza en la iglesia, de esa forma los intérpretes tienen esa labor hasta que mueren. El ser músico representa una carga en su rol de liderazgo y gozaban de privilegios.

### El Templo Misional
Este templo de las Misiones jesuíticas de Moxos es fundamental para la festividad del Ichapekene Piesta, ya que las actividades se constituyen en torno a este monumento histórico y colonial que fue restaurado durante 20 años. Las "mamitas abadesas" tienen una estrecha relación con este lugar ya que en momentos específicos ellas se dedican a decorar y limpiarla.

## Cabildo Indigenal
El Cabildo Indigenal de San Ignacio de Moxos se encarga de organizar esta celebración entre comidas, misas, limosnas y velorios. Lo hace desde hace más de 300 años,su principal preocupación es la hospitalidad del moxeño ignaciano. En el pasado el pueblo gozaba de abundancia y acogía a cualquiera que quisiese llegar, por eso se organizan para dar comida a todos los asistentes que lo deseen. En los días de fiesta se escucha a los miembros del Cabildo exclamar "¡Nació… Nació!" en alusión a San Ignacio.

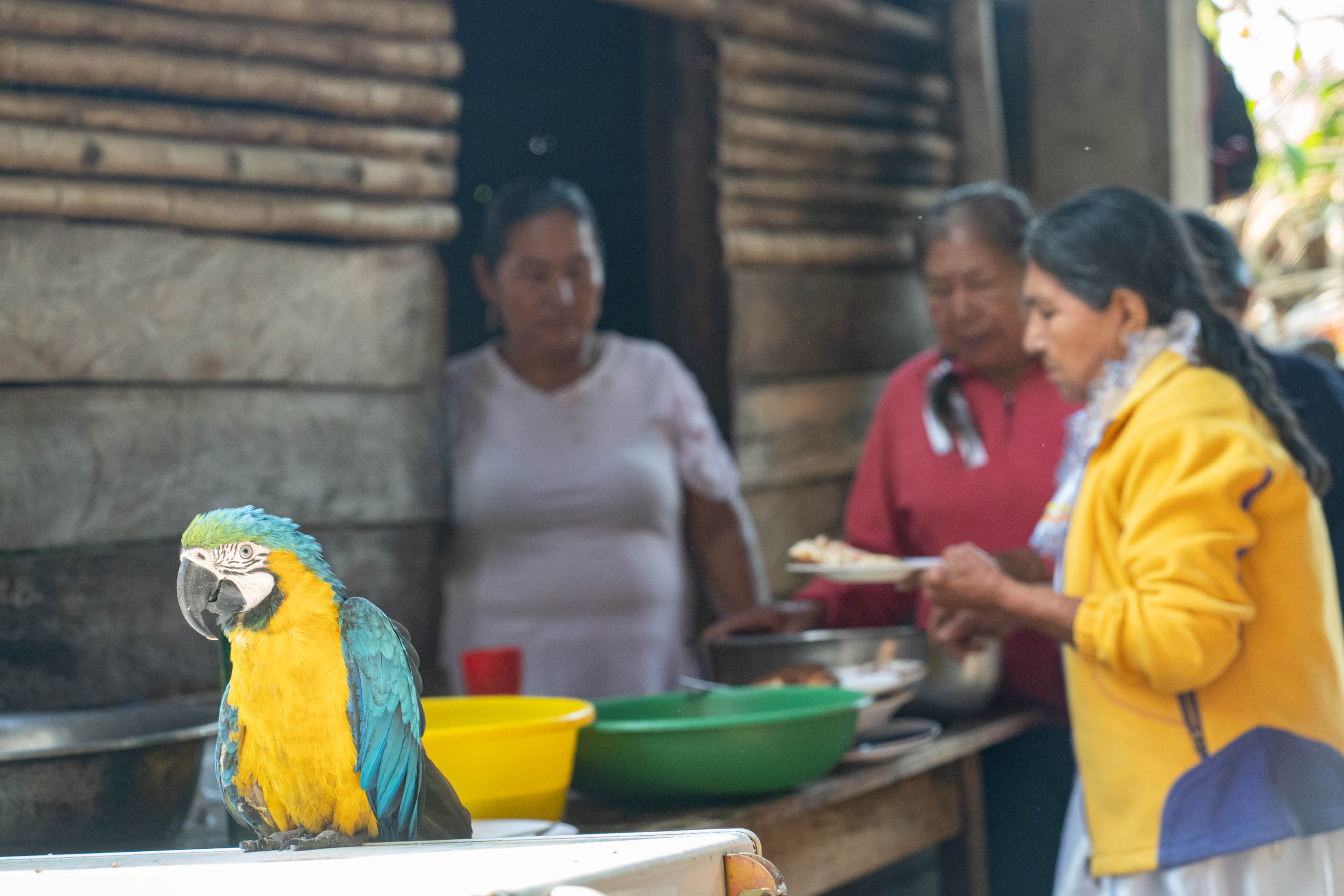
Mujeres preparan comida en el Cabildo Indigenal en el Ichapekene Piesta

## Música

### Museo
En el museo del templo se encuentran instrumentos de la época misional, antiguas imágenes, máscaras, trajes y partituras musicales de siete mil folios, el único archivo musical de la región. Esta colección de música barroca tiene piezas de los siglos XVIII, XIX y XX, divididas en tres secciones: Trinidad, San Ignacio de Moxos y TIPNIS. Incluye los cánticos con rezos que usaban los doctrineros, quienes se encargan de mantener la fe viva.

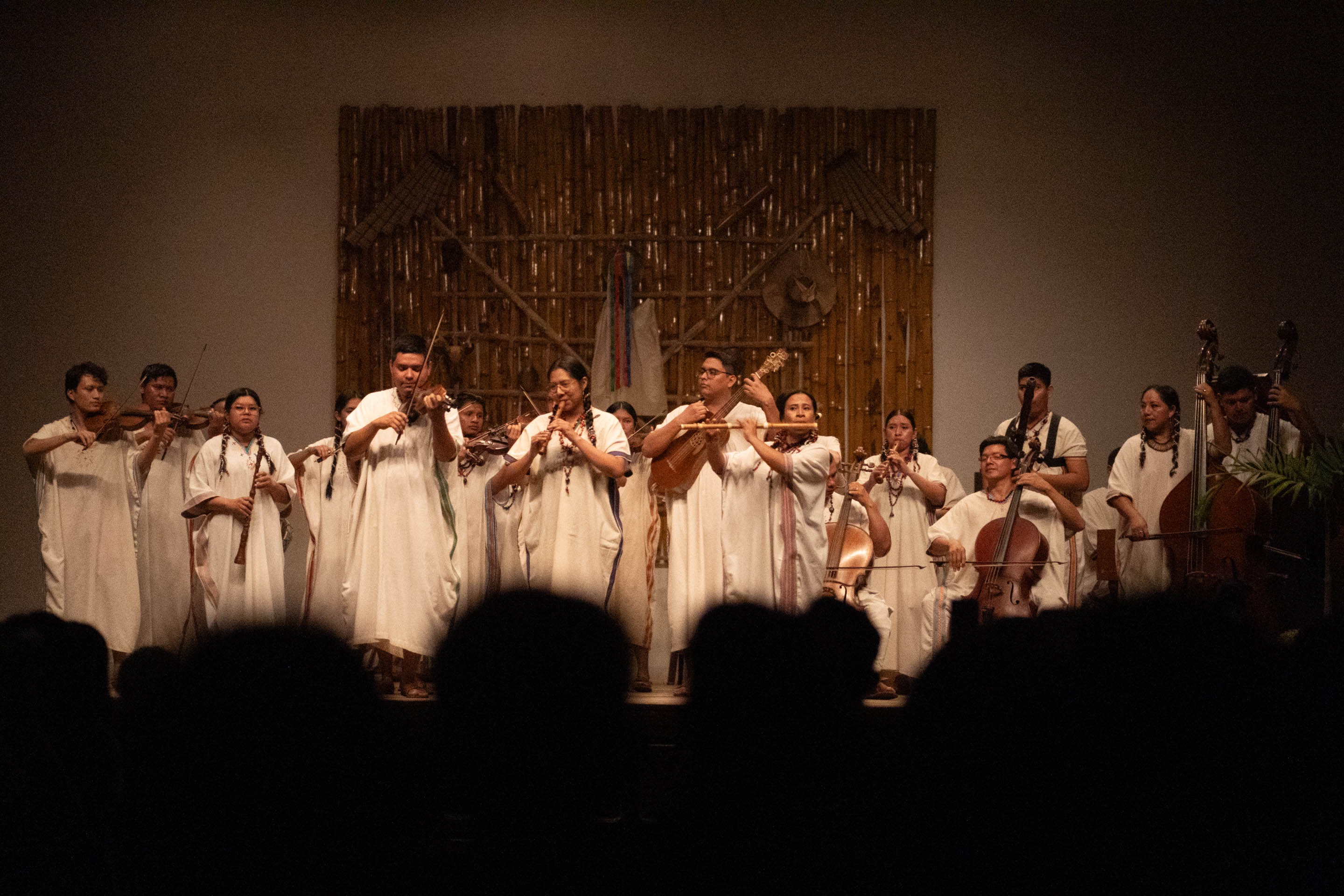
Ensamble de Moxos en vivo, 2024

### Ensamble de Moxos
La hermana María de Jesús Echarri fundó la Escuela de música barroca en 1994 para que vuelva a sonar la música creada en la región de los Moxos. En 1996 el proyecto Ruta Quetzal regala 12 violines y ocho flautas y luego llegan dos luthiers de España que enseñan a Miguel Uche a hacer los instrumentos de cuerda, quien se convirtió en el constructor más reconocido de este campo. Este Ensamble dio a conocer al mundo la música barroca del departamento del Beni.

### Instrumentos
Los bajones son los instrumentos más llamativos, consisten en tubos hechos de hojas de palma Cusi enrollada, que puede llegar a medir 1,5 metros. También suena el cáyure, que es una flauta de caña de un solo tono, el jerure que es similar pero tiene tres tonos, el chuyu’i es como una ocarina de arcilla de dos tonos.  También está el Sivivire, el Sankuti, la caja, la tampura, el chonono y el violín.
En algún momento los instrumentos de metal empezaron a apoderarse de la música, pero se reguló su uso y no son parte relevante de la festividad. Los ancianos conforman el coro que hacen dar vueltas al puri, un tipo de barril encima de un palo que tiene muchas cintas de colores, y que tiene inscripciones referentes a la fiesta que es parte del Jerure.

## Danzas

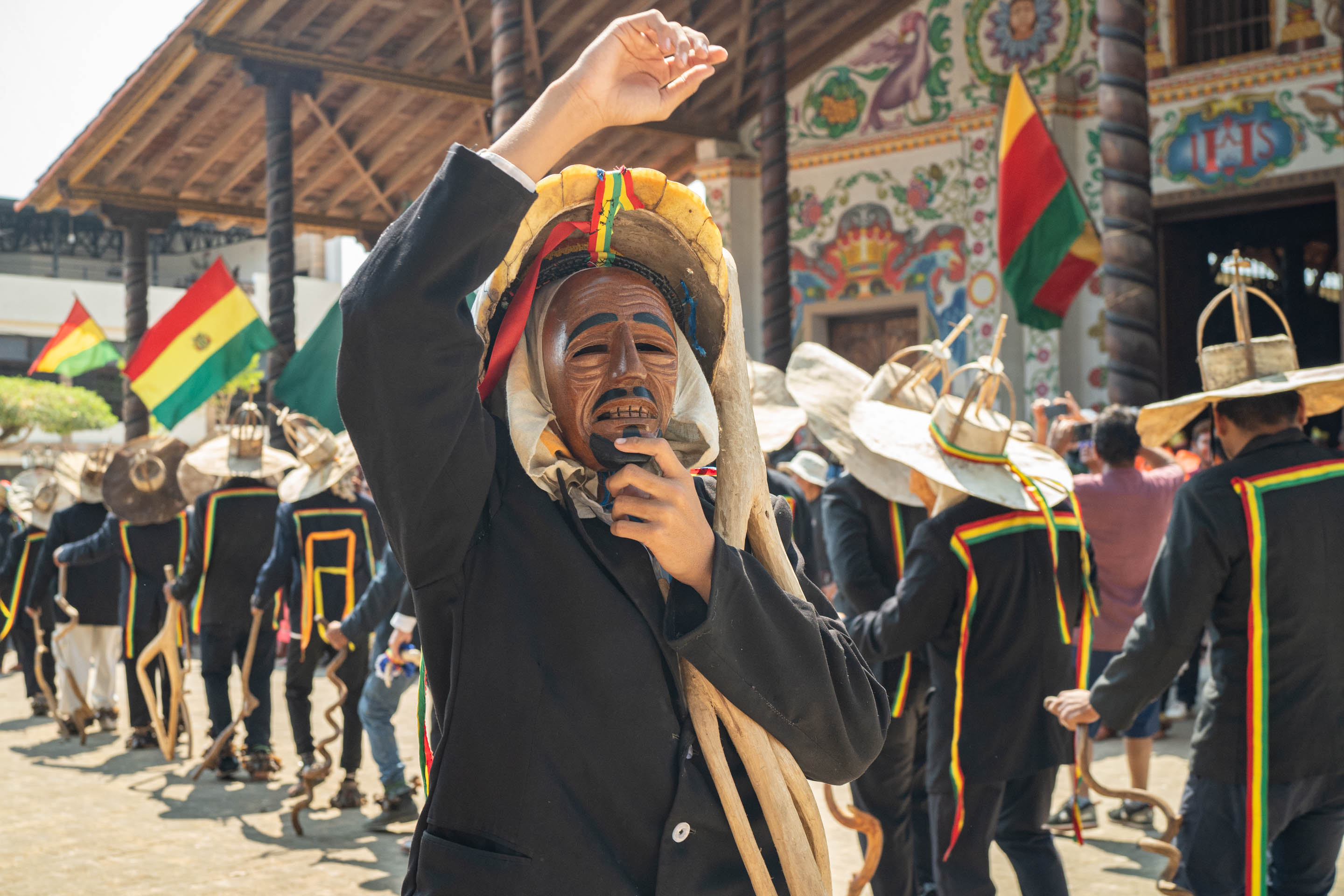
Achus en el Ichapekene Piesta haciendo poses

### La danza del Achu
Viena de la palabra áchuka que significa abuelo. Representa a un antepasado en forma de un dios totémico que llega para compartir alegría y conocimientos con sus nietos. También es parte de otras festividades. Su indumentaria consiste en un gran sombrero de cuero crudo, una máscara de mader, un saco, chononos, un bastón torcido y una muñeca en la mano. Por la noche entran los chasqueros que llevan un sombrero con una estructura en la cabeza que se enciende como un fuego artificial y van corriendo tras la gente hasta que el artefacto explota, se supone que esto espanta a los malos espíritus. Esta danza es anterior a la colonización y también representan a los espíritus del bosque. El 30 de julio acompañan al Tintiririnti, una representación del apóstol Santiago, a su ingreso al pueblo.

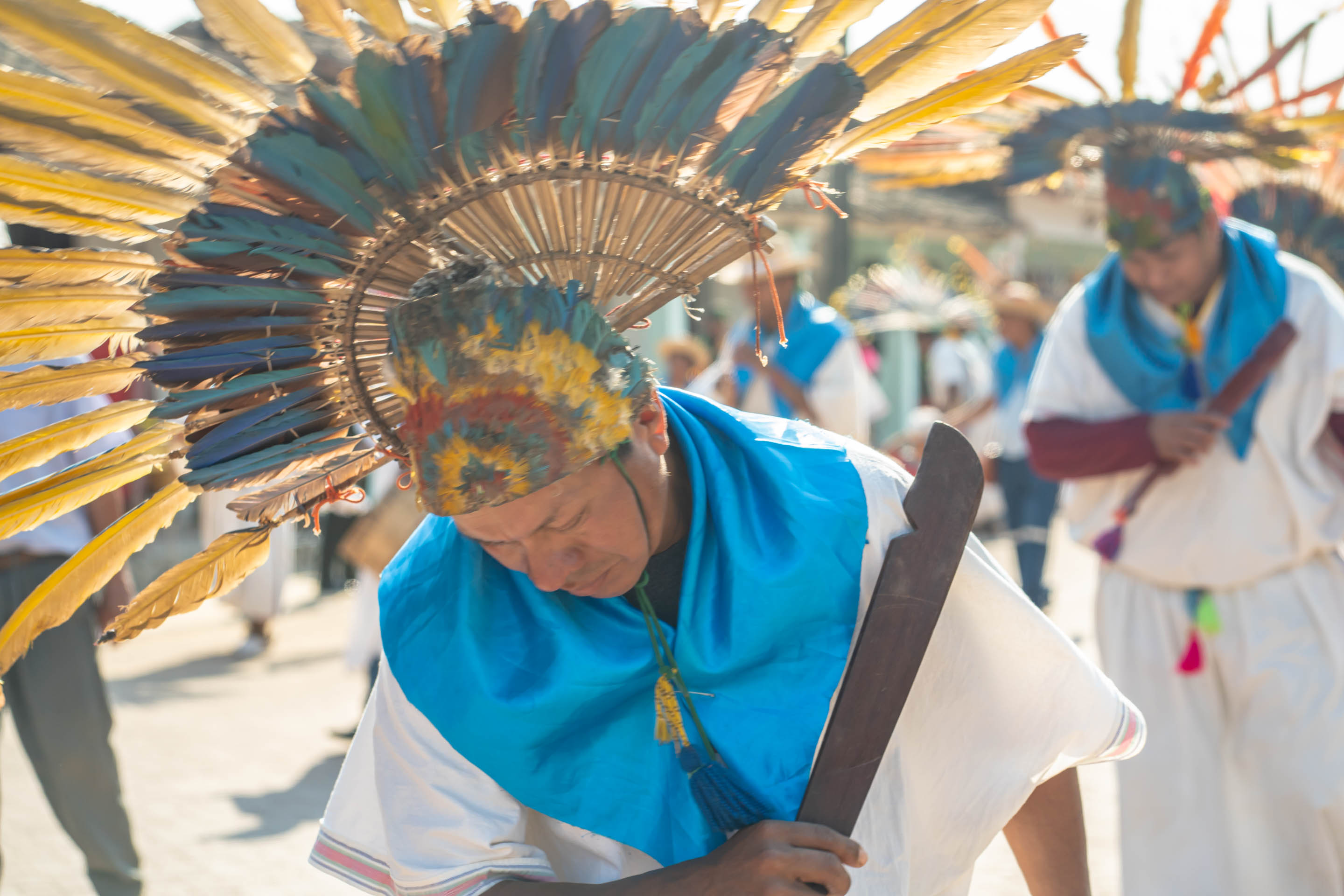
Macheteros bailando

### Macheteros
Se caracteriza por un frondoso plumaje de 36 plumas de paraba en la cabeza que representa un saludo al sol. En su idioma se traduce como "el horizonte matutino crepúscular". También tienen cola de tigre, un machete para recolectar chocolate y chononos que suenan y marcan el ritmo.  El machetero es el Chiripieru una pequeña ave que siba como el machetero cuando suber por las aguas.

### Otras danzas

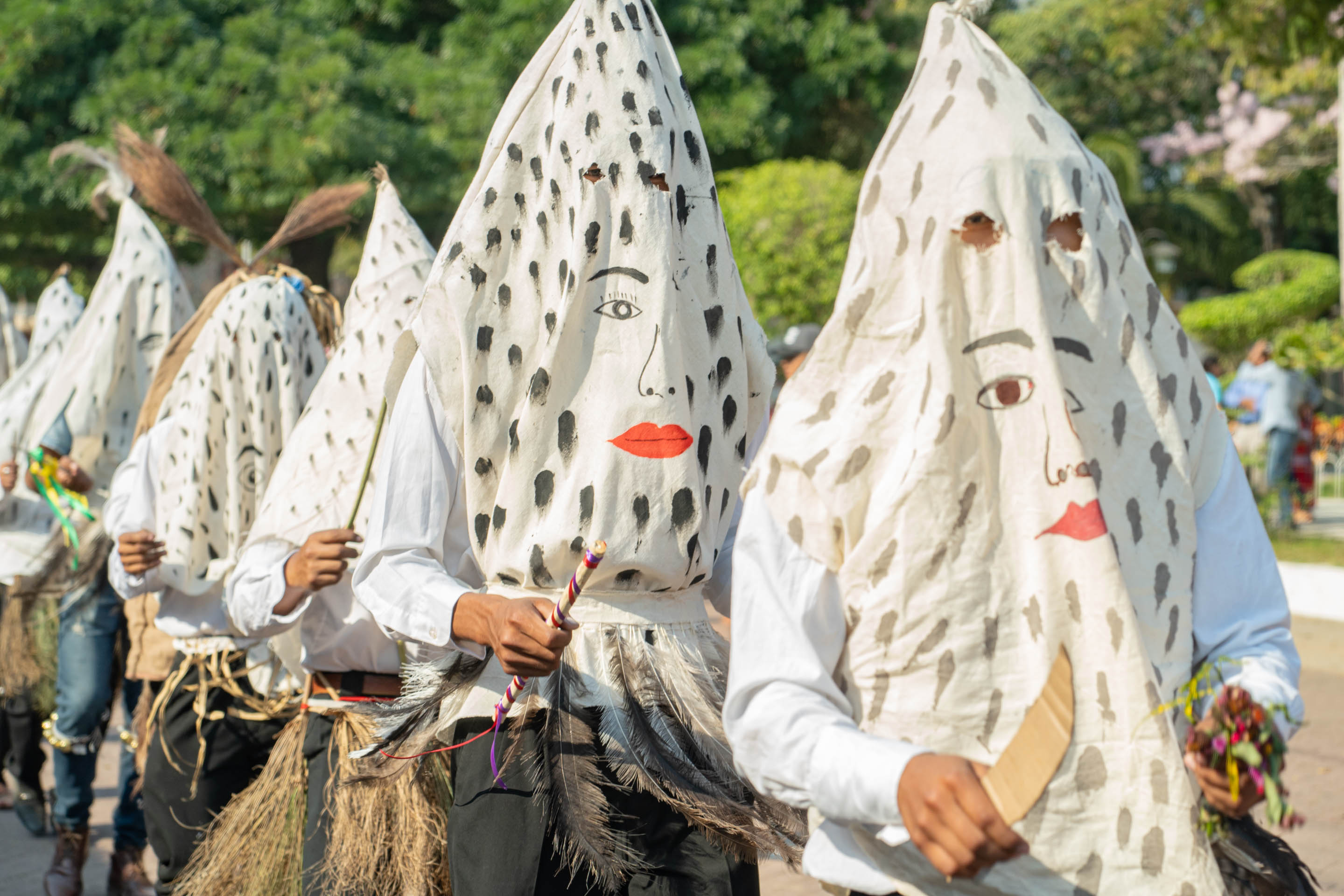
Danza de los pigmeos.

La mascarita, sol y luna, ovejitos, tigres, caballos, pescaditos, japutunqui, perro, kabitukusiri, chunchos, pigmeos, búhos, aves zancudas, tucanes, bárbaros, el sargento judío, carayanas, cambas, angelitos, toritos, ciervos, chiñisiris, moperitas, mamas, Juan y Juana Tacora que se bailan al ritmo de taquirari. Cada danza representa una historia de la diversidad cultural que existe.

## Tradiciones

### Palo Ensebao
Consiste en un palo de 19 metros que se unta con grasa y aceites hasta antes del 31 de julio, día que empieza los principales 

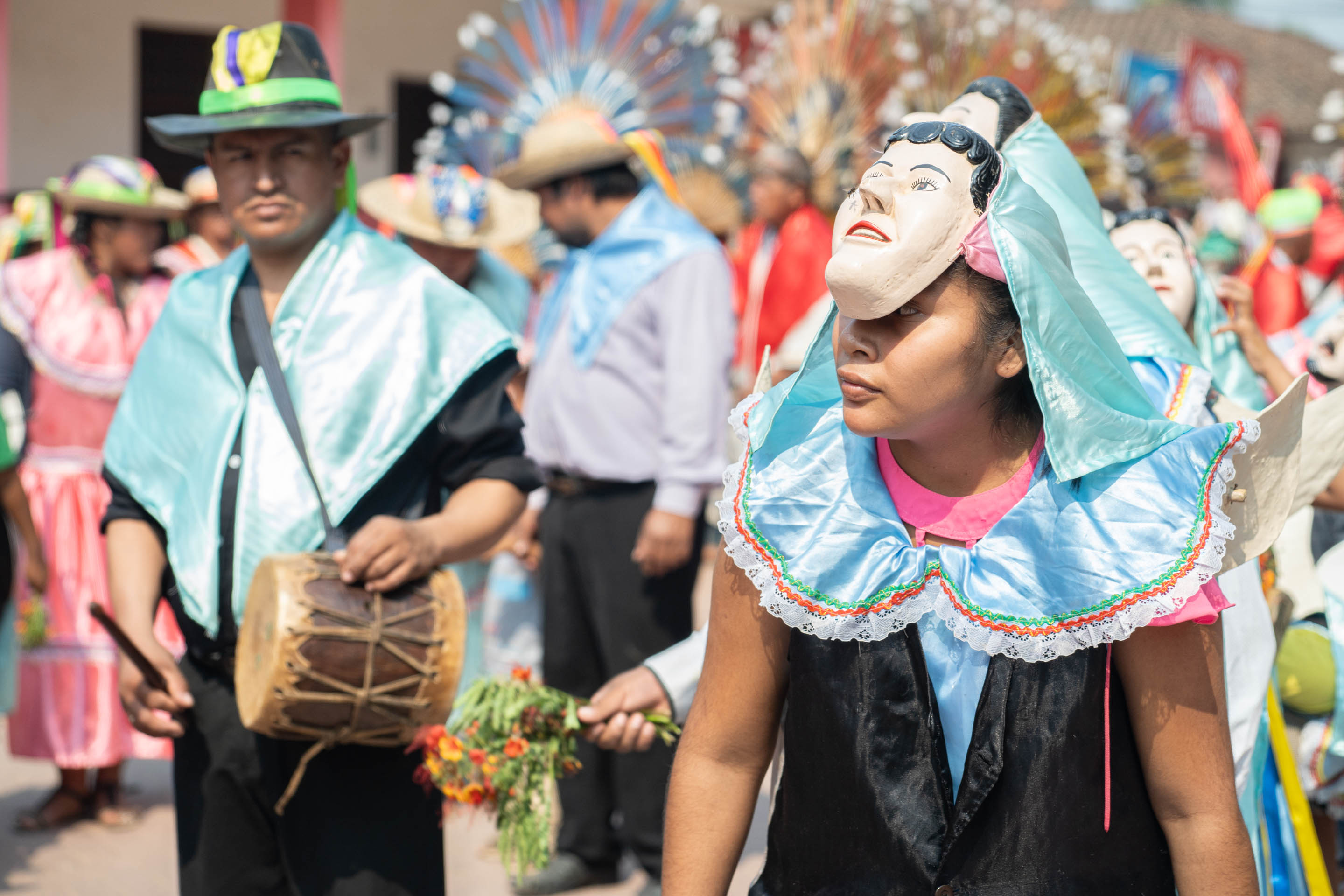
Angelitos danzantes.

ritos. Muchos intentan subir para conseguir premios. Se trata de un reto individual cuya enseñanza recae en la colaboración para lograr un objetivo ya que es muy difícil subir.

### Chicha de camote

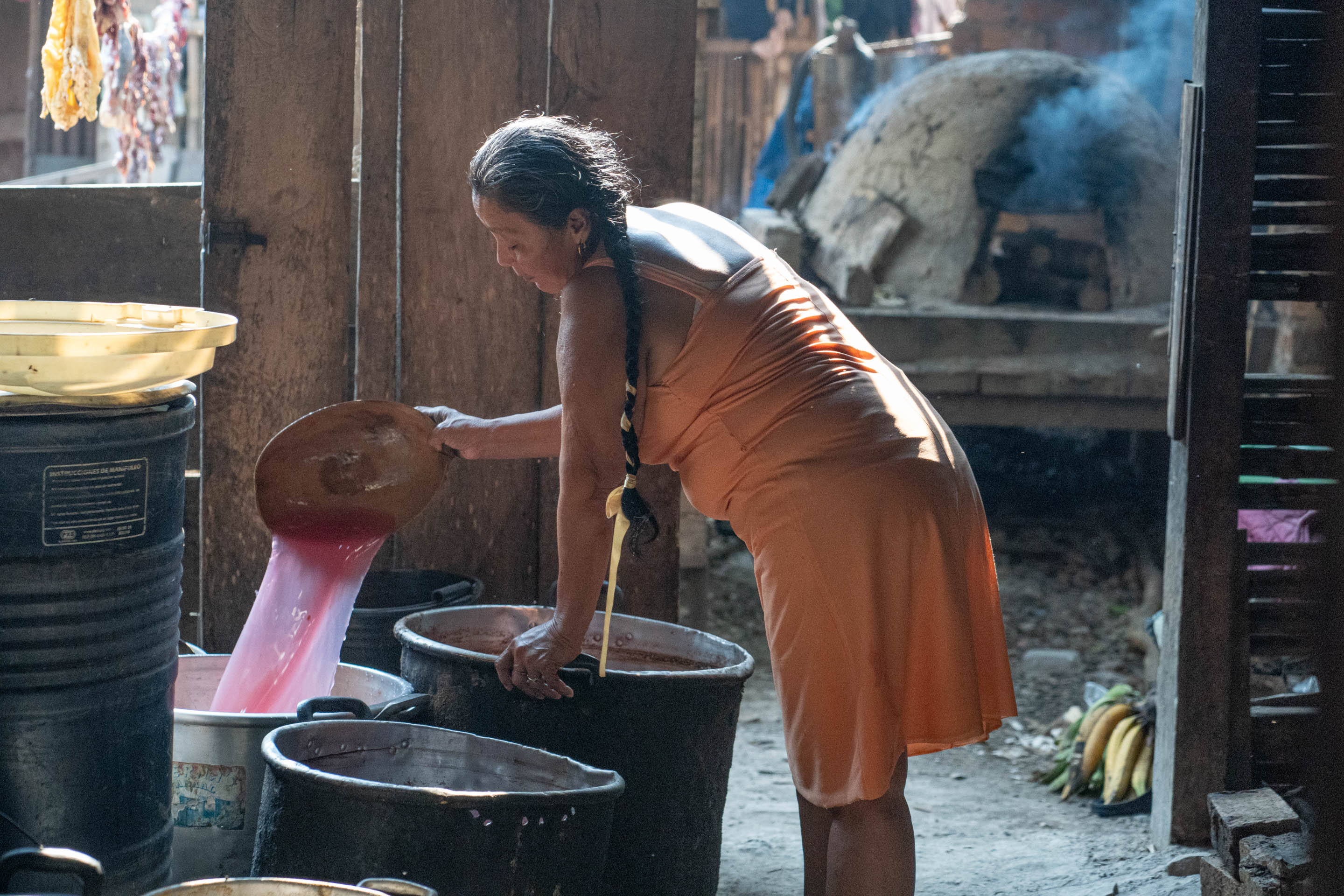
Mujer prepara chicha de camote en el Cabildo Indigenal en el Ichapekene Piesta

Durante las festividades es servida una bebida no alcohólica denomina como "chicha de camote".

## Reconocimientos
El día 5 de diciembre de 2012, la Unesco declaró que la festividad formaba parte del "Patrimonio Cultural Imaterial de la Humanidad". Sergio Cáceres fue el representante boliviano quien recibió la noticia, mientras que el ministro de cultura en ese momento era Pablo Groux. Ya el 20 de septiembre de 2011 se creó la ley nacional 172 que habilita el reconocimiento que en 2012 la Unesco ratificó. Cada cinco años se hace una evaluación para ver si sigue manteniendo su autenticidad por la que fue declarada como patrimonio.
Desde 1997 es Capital Espiritual de las Misiones Jesuíticas del Cono Sur de América, y  bajo la resolución 06/2000 del 30 de marzo de 2000 del Consejo departamental es la Capital Folclórica del Beni, reconocimiento que obtuvo en 1975.

## Preservación
Junto con la Cooperación española y la gobernación del Beni, la organización "Plan Moxos" se comprometen a mantener vivo este legado para preservar esta festividad y otras de la región.
El Padre Bernardo Mercado es un conocedor de la perspectiva histórica de la espiritualidad moxeña y publicó sus investigaciones en los libros:
- Doctrinero, músico y animador de la fe. Casimiro Maza. El Gran Moxos y sus líderes espirituales (2022).
- Gran Mojos. Historia de amistad en la Amazonía boliviana (2019).[19]

En la Asamblea N° 001/2023-2024 de la Asamblea Legislativa del Beni se determinó exigir con la rigurosidad de la ley que fraternidades, ballets, organizaciones sociales y civiles, entidades e instituciones públicas, privadas y religiosas respeten y garanticen la originalidad de las danzas conforme a lo que las leyes departamentales N° 034 Ley de la Danza “Los Macheteros”, N° 46 Ley de la Danza Los Achus (Ena Ichasianana), como las leyes nacionales N° 2612. N° 172 y N° 1228 dictaminan.
En 2010, el calendario de la ONG Taupadak del País Vasco, España, quienes aportaron en la creación de la Escuela de Música, dedicó su edición a San Ignacio de Moxos por la candidatura de la Unesco. El dinero recaudado se fue a proyectos en la Amazonía boliviana.